# 趙學潞
趙學潞（？年—？年），字彥升，號雲槎，浙江紹興府會稽縣人，由吏員報捐未入流，軍功保舉以知縣升用，乾隆四十四年七月任四川順慶府岳池縣知縣。是一位政治人物，明清時曾在四川順慶府岳池縣（位於今四川東北部，武周萬歲通天二年分南充、相如二縣置，是一個千年古縣）擔任官吏。